# Florijan Mićković

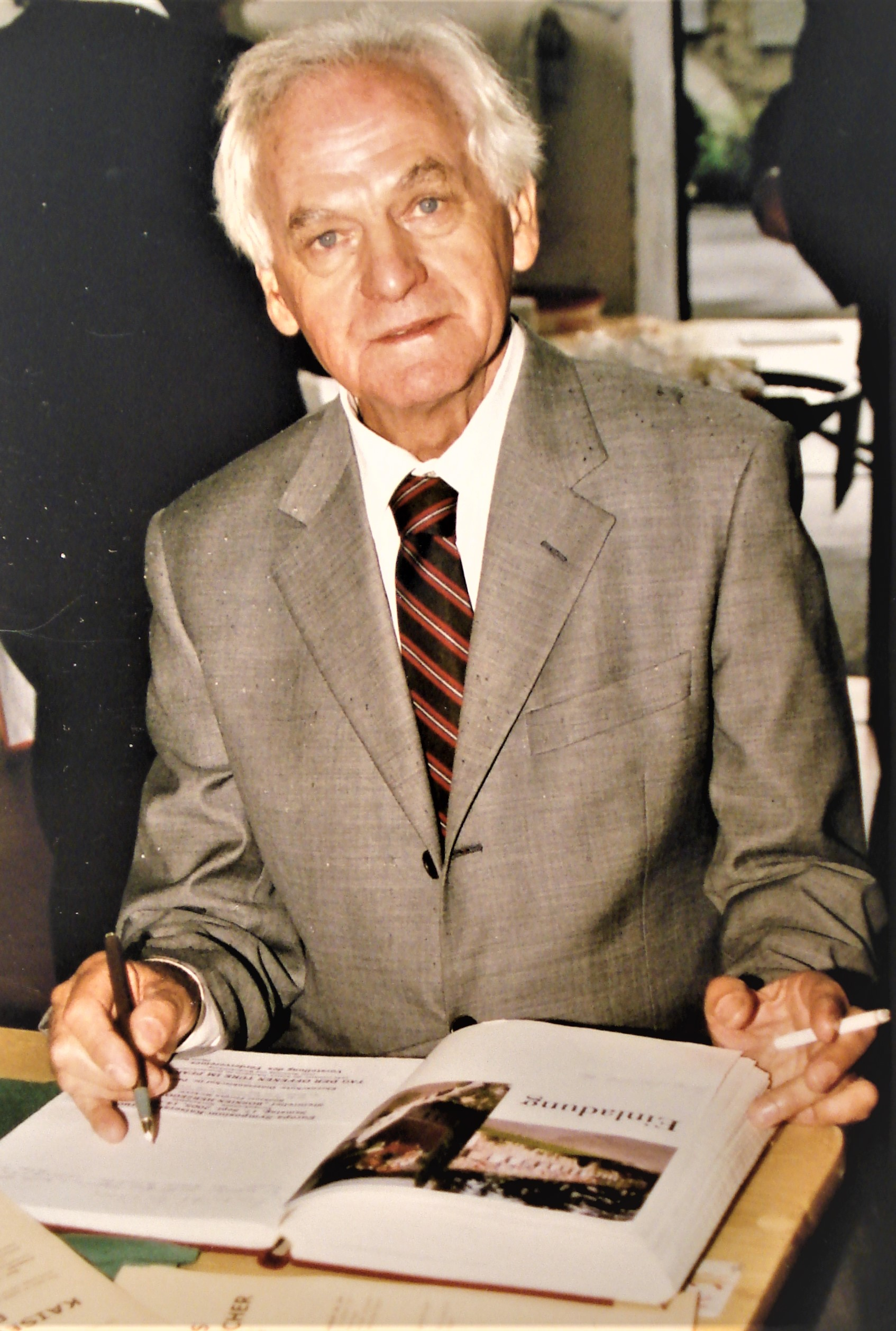
Florijan Mićković 2005

Florijan Mićković (* 26. April 1935 in Mostar, damals Königreich Jugoslawien seit 1992 Republik Bosnien und Herzegowina; † 19. Februar 2021) war ein bosnisch-kroatischer Bildhauer.

## Leben und Werk
1962 schloss Florijan Mićković sein Studium an der Akademie der Bildenden Künste der Universität Zagreb in der Klasse von Antun Augustinčić ab. Er war seit 1963 Mitglied des Kroatischen Kunstverbandes, des Bosnisch-Herzegowinischen Kunstverbandes und eines der Gründungsmitglieder des HAZU BIH. Er lebte und arbeitete in Mostar und Međugorje. Florijan Mićković war verheiratet und hatte die Söhne Ivan, Vladimir und Josip.
Er arbeitete als freischaffender Künstler in Mostar. Mićković stellte in den meisten europäischen Ländern, Afrika, den Vereinigten Staaten und Kanada aus.
- 1959–1965 Monumentalprojekt Architekt Bogdan Bogdanovic, Florijan Mickovic.Partisanenfriedhof Mostar[1]
- 1961 Der künftige Schachweltmeister Bobby Fischer sitzt bei Florijan Mićković in Moster Modell.
- 1974 Bild Stari most[2]
- 1982 Medjugorje Neue Marienstatur, Bildhauer Vipotnik[3]
- Büsten von Persönlichkeiten in Mostar[4]
- 1996 Jüdisches Kulturzentrum mit Synagoge.[5]
- Skulpturen, Malerei, Zeichnungen[6]
- Stari mosta, ein bedeutendes Kulturerbe[7]

### Bildergalerie

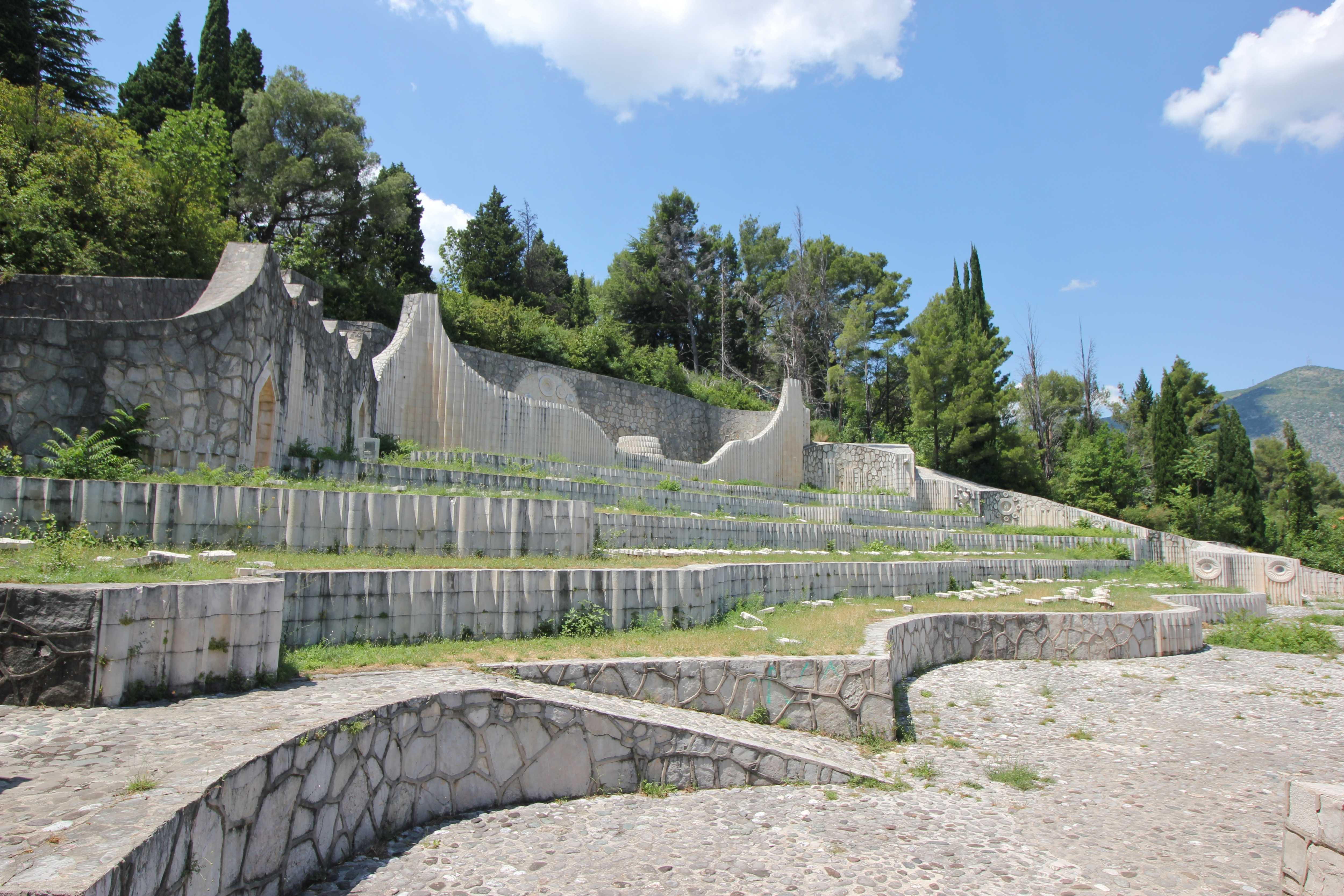
Partisanenfriedhof Mostar 1965, Foto 2022
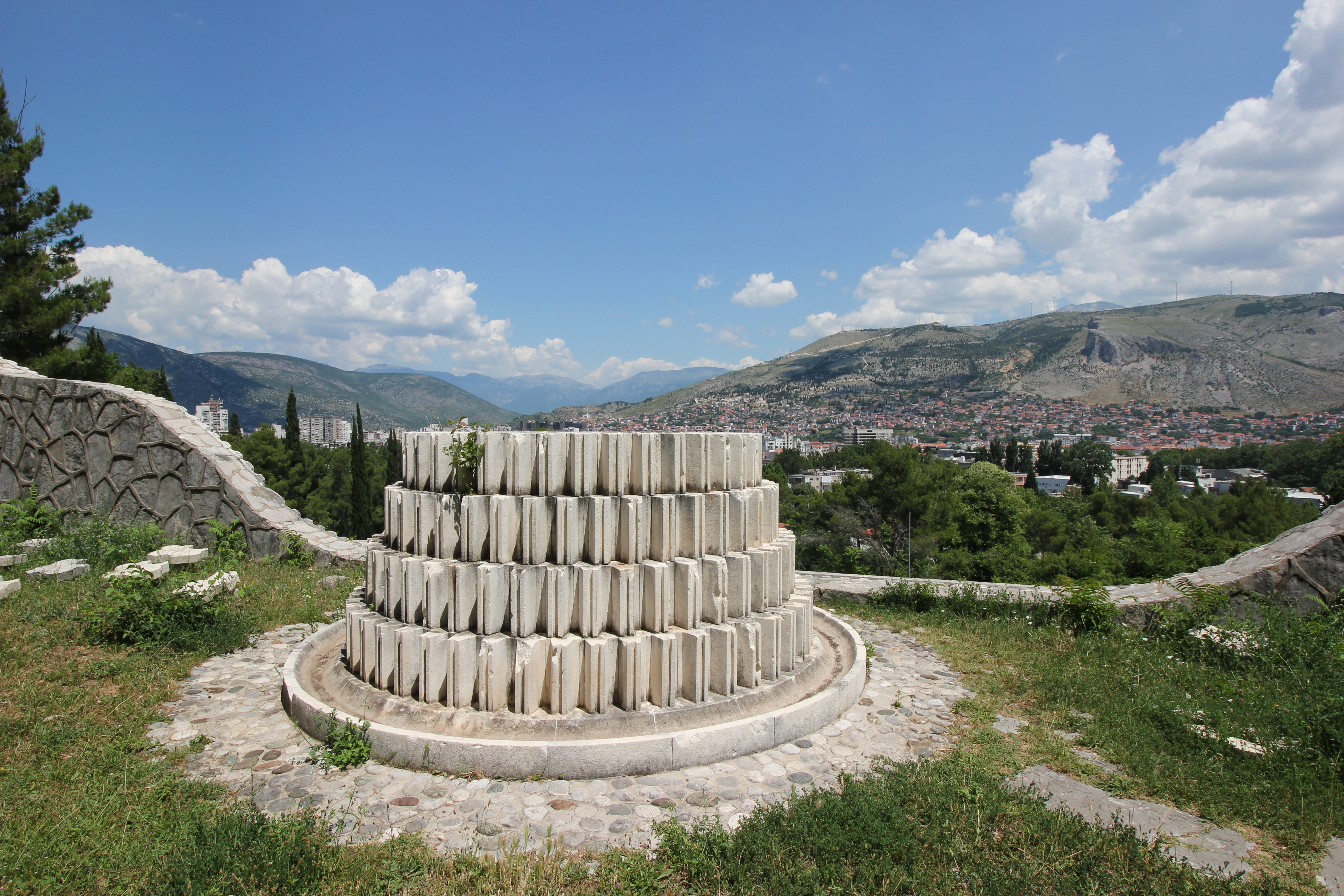
Mit 700 Namenstafeln
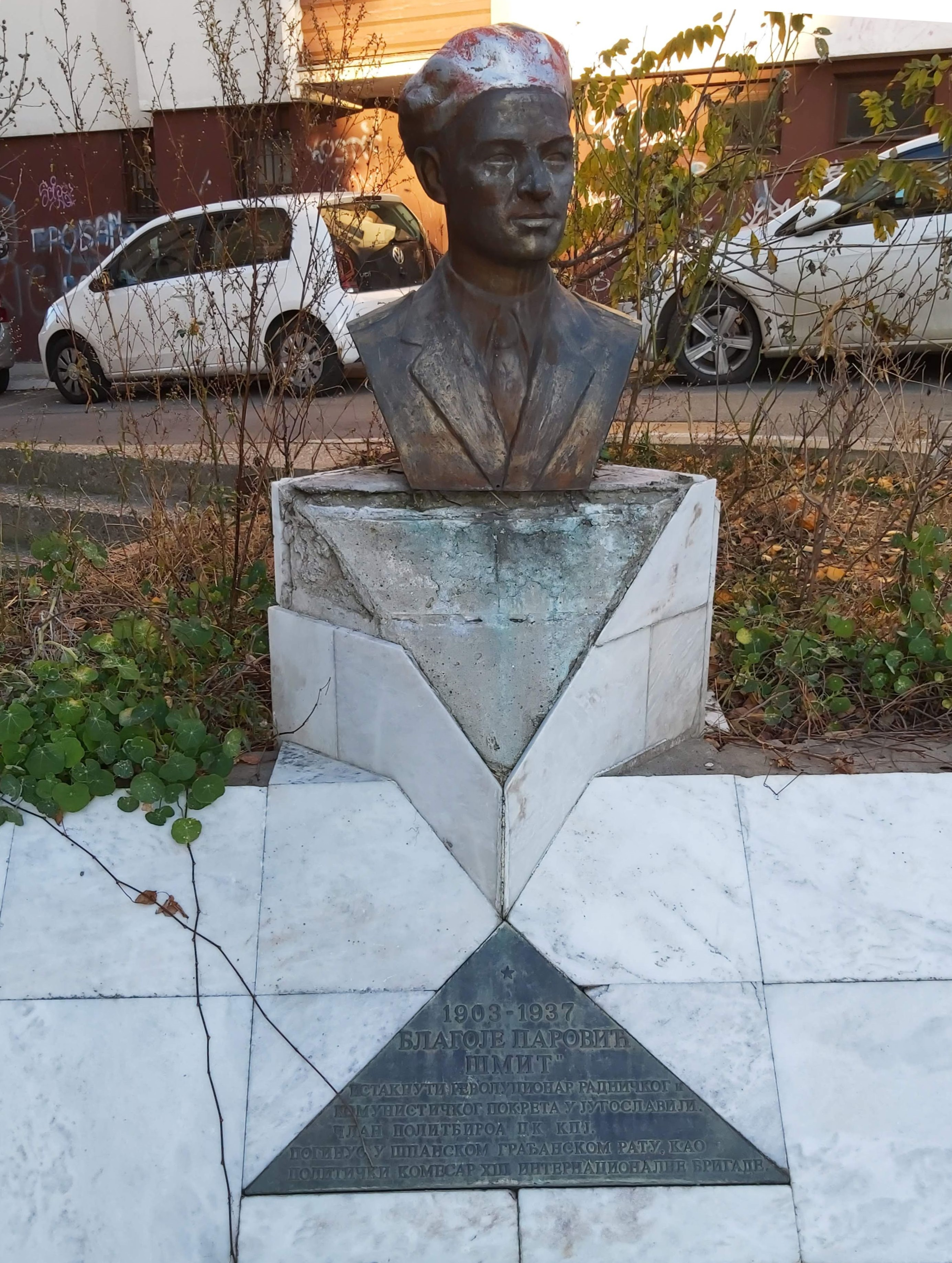
Büste Blagoja Parovica 1974
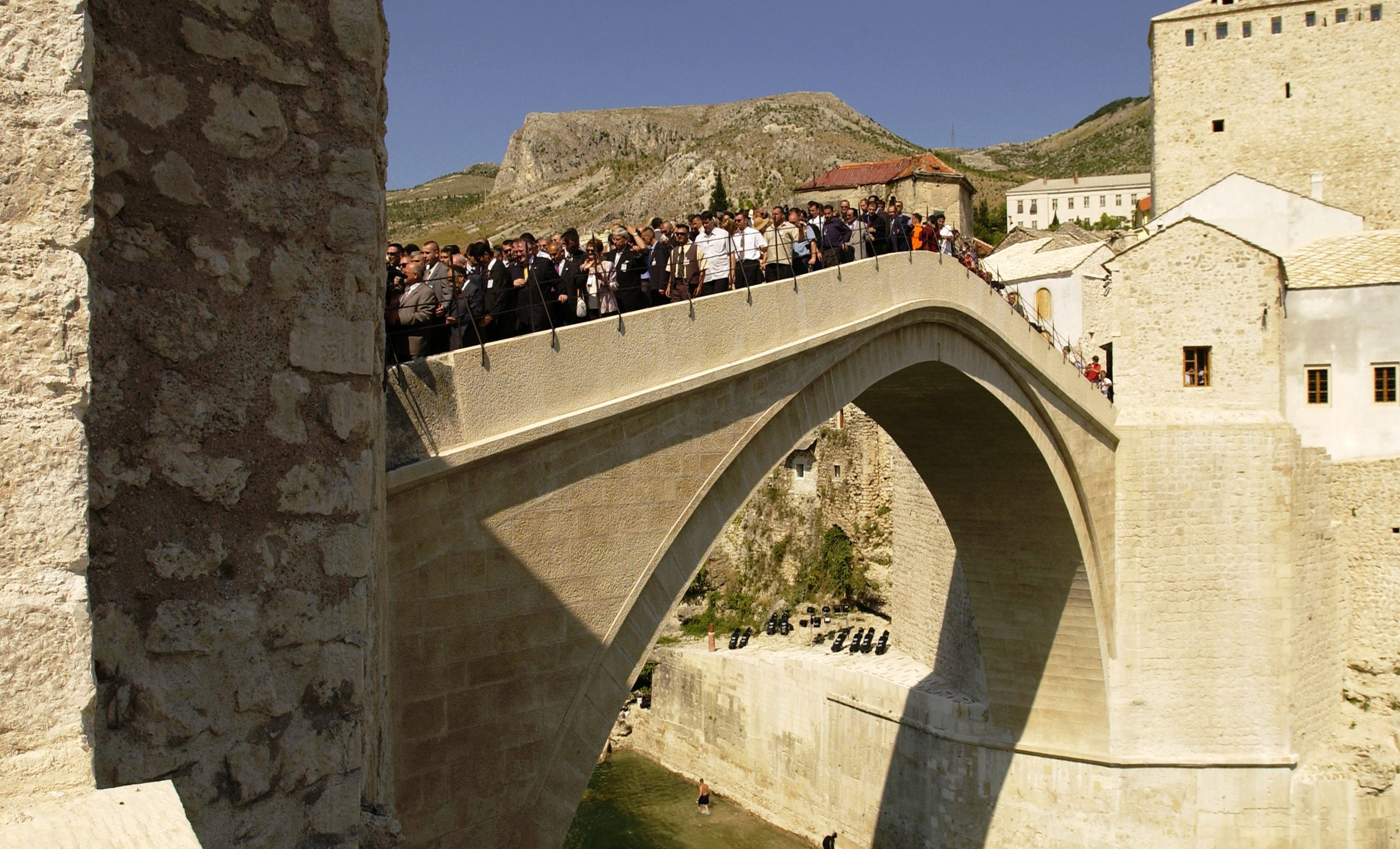
„Stari mosta“ 2004 wiedererstanden Brückenbildhauer Florijan Mickovic
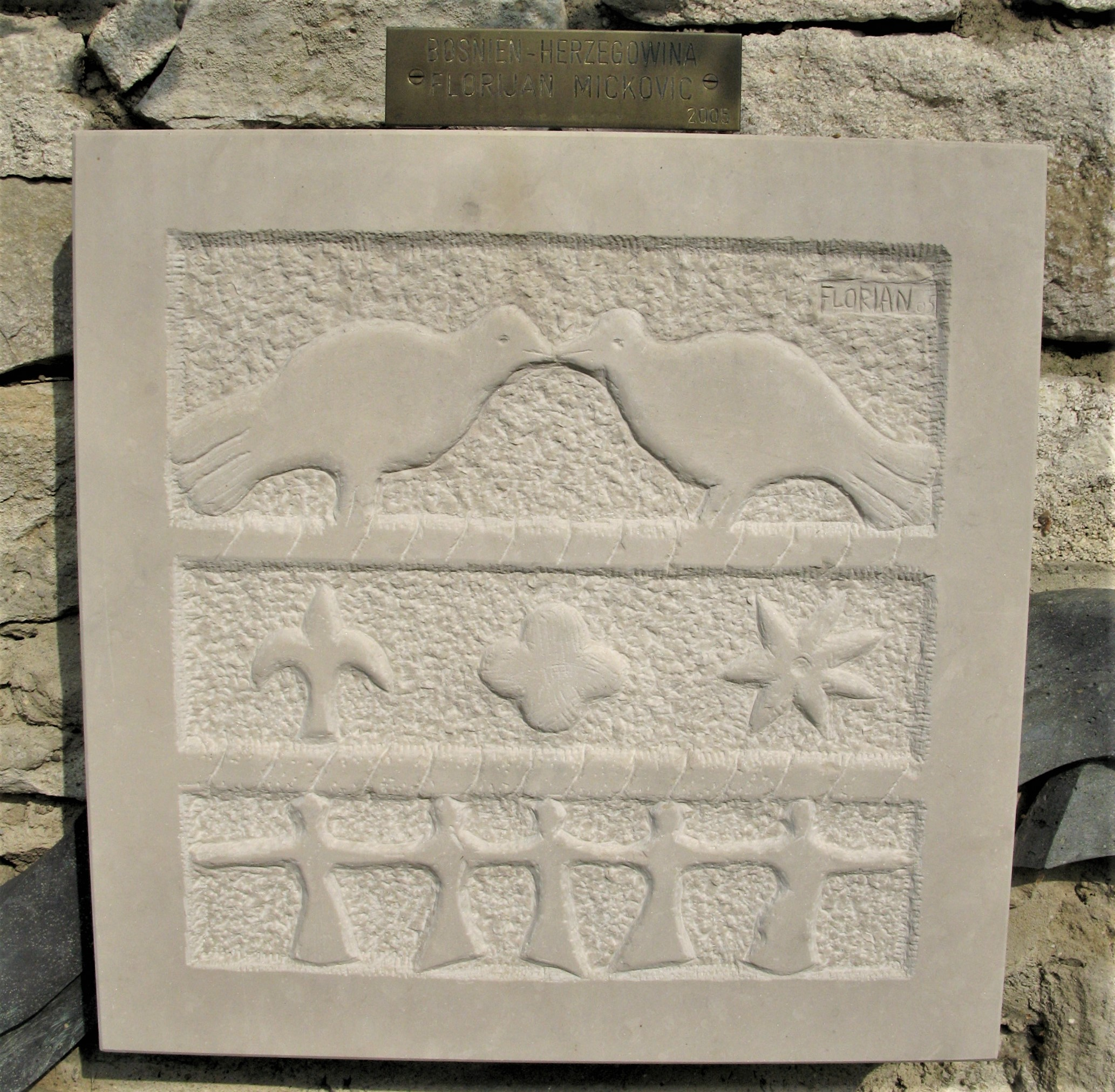
Kaisersteinbruch 2005 Länderplatte BIH

## Teilnahme an Symposien und Ausstellungen
- 2002 Sarajevo, Ausstellung von Mitgliedern des „Mostar-Kreises“ in der Galerie Mak.[8]
- 2005 Europa-Symposium Kaisersteinbruch im Burgenland, die Länderplatten der Schweiz, Frankreich und Bosnien−Herzegowina erweiterten die Europa-Wand Kaisersteinbruch[9]
- Museum für zeitgenössische Kunst in Belgrad, Ausstellungen für Florijan Mićković und seine Söhne Vladimir und Ivan.
- 2011 Sarajevo  − Florijan Mićković und Söhne.[10]

## Auszeichnung
Ein Beispiel:
- 2015 „Architekt des Friedens“ (Bild 23, Video Ordensverleihung)[11]

## Tod
- Parte
- Gradimir Gojer: Die Abfahrt des Schülers von Augustinčić[12]